# Johan Björnfot
Johan Björnfot, född 25 december 1979 i Luleå, är en svensk före detta professionell ishockeyspelare (vänsterforward) och ishockeytränare. Hans moderklubb är Luleå HF.